# Iván Berrío Jaramillo
José de Jesús Berrío Jaramillo (Medellín, 17 de enero de 1909-Bogotá, 5 de agosto de 1994) fue un militar colombiano. Era hijo del general antioqueño Julio Berrío París y de la dama antioqueña Ana Jaramillo Aguilar. Fue bautizado en Bogotá con el nombre de José de Jesús pero se dio a conocer como Iván.

## Carrera militar
Ingresó al Ejército de Colombia en 1931 alcanzando los grados de subteniente el 20 de diciembre de 1933, teniente el 9 de agosto de 1936, capitán el 1.º de enero de 1941, mayor el 6 de abril de 1946, teniente coronel el 1.º de mayo de 1950, coronel el 1.º de mayo de 1954, brigadier general el 1.º de mayo de 1957 y mayor general el 16 de mayo de 1960.

## Cargos destacados
Alcalde militar de los municipios de Firavitoba y Saboyá en Boyacá, jefe de la Casa Militar del presidente Mariano Ospina Pérez posición en la cual tuvo que defender el Palacio Presidencial en los hechos del Bogotazo el 9 de abril de 1948, agregado militar del a embajada de Colombia en Chile, Director de la Escuela Militar de Cadetes, comandante de la II Brigada del Ejército, jefe de Estado Mayor del Ejército, comandante del Ejército (cargo por el cual fue puesto preso por los golpistas del 2 de mayo de 1958) y tercer oficial en ejercer el cargo de comandante general de las Fuerzas Militares.

## Familia
Contrajo matrimonio con Cecilia Arévalo Amador, con quien fue padre de Ana Cecilia, Iván, Julio de Jesús, Arturo, Fernando, Martha Lucía y Jorge Enrique Berrío Arévalo.
| Predecesor: Mayor general Alberto Gómez Arenas   | Comandante general de las Fuerzas Militares de Colombia septiembre de 1959 - septiembre de 1960 | Sucesor: Mayor general Jorge Villamizar Flórez |
| Predecesor: Brigadier general Rafael Navas Pardo | Comandante del Ejército Nacional de Colombia Diciembre de 1957 - agosto de 1959                 | Sucesor: Mayor general Jorge Villamizar Flórez |
| Predecesor: Coronel Alfonso Rojas Martínez       | Director de la Escuela Militar de Cadetes 6 de diciembre de 1951 - 12 de diciembre de 1956      | Sucesor: coronel Luis María González López     |